# Lotta ai X Giochi del Mediterraneo
I tornei di lotta ai X Giochi del Mediterraneo si sono svolti dal 5 al 9 settembre 1987 a Laodicea, in Siria.
Il programma ha previsto tornei di lotta libera e lotta greco-romana maschile, con 10 categorie per ciascuna disciplina.

## Podi

### Lotta libera
| Evento | Oro                 | Argento             | Bronzo                 |
| 48 kg  | Mohamed El-Messouti | Mirko Dincewski     | Mustafa Oecal          |
| 52 kg  | Arslan Seyhanlı     | Abaz Emini          | Khaled El-Ali El-Rifai |
| 57 kg  | Szaban Trstena      | Mahmoud El-Messouti | Ahmet Ak               |
| 62 kg  | Giovanni Schillaci  | Selman Kaygusuz     | Nusred Hamidi          |
| 68 kg  | Jeorjos Atanasiadis | Eric Brulon         | Fabiano Vitrano        |
| 74 kg  | Fevzi Şeker         | Joakim Wasiliadis   | Šaban Sejdi            |
| 82 kg  | Necmi Gençalp       | Mohamed Akrad       | Kostas Awramis         |
| 90 kg  | Reşit Karabacak     | Zouhair Seghaier    | Iraklis Deskulidis     |
| 100 kg | Ayhan Taşkin        | Ahmed Shahi         | Gianni Chelucci        |
| 130 kg | Hayri Sezgin        | Minas Karajanidis   | Hasan al-Haddad        |

### Lotta greco-romana
| Evento | Oro               | Argento                 | Bronzo                |
| 48 kg  | Chalid al-Faradż  | Jeorjos Nikitas         | Sergio Armenise       |
| 52 kg  | Vincenzo Maenza   | Serge Robert            | Muhammet Oeztuerk     |
| 57 kg  | Patrice Mourier   | Bambis Cholidis         | Mehmet Serhat Karadağ |
| 62 kg  | Ayman Rihawi      | Dimitrios Karapandzidis | Gradimir Dedić        |
| 68 kg  | Nandor Sabo       | Sa’id as-Sawakin        | Sümer Koçak           |
| 74 kg  | Franc Podlesek    | Zouheir Hory            | Martial Mischler      |
| 82 kg  | Ernesto Razzino   | Mustafa Suzan           | Dimitrios Tanopulos   |
| 90 kg  | Jeorjos Pikilidis | Henri Meiss             | Kamal Abdeh           |
| 100 kg | Emil Trauber      | Ali Geberdar            | Panajotis Pikilidis   |
| 130 kg | Fabio Valguarnera | Hasan al-Haddad         | Vladislav Kocevic     |

## Medagliere
La nazione ospitante è evidenziata.
| Posizione | Paese      | Oro | Argento | Bronzo | Totale |
| --------- | ---------- | --- | ------- | ------ | ------ |
| 1         | Turchia    | 6   | 2       | 5      | 13     |
| 2         | Jugoslavia | 4   | 2       | 4      | 10     |
| 3         | Italia     | 4   | 0       | 3      | 7      |
| 4         | Siria      | 3   | 4       | 1      | 8      |
| 5         | Grecia     | 2   | 5       | 4      | 11     |
| 6         | Francia    | 1   | 3       | 1      | 5      |
| 7         | Egitto     | 0   | 2       | 2      | 4      |
| 8         | Marocco    | 0   | 1       | 0      | 1      |
| 8         | Tunisia    | 0   | 1       | 0      | 1      |
| Totale    | Totale     | 20  | 20      | 20     | 60     |